# Caraballeda (paroisse civile)
Pour les articles homonymes, voir Caraballeda.
Caraballeda est l'une des onze paroisses civiles de la municipalité de Vargas dans l'État de La Guaira au Venezuela. Sa capitale est Caraballeda.

## Géographie

### Démographie
Hormis sa capitale Caraballeda (divisée en plusieurs quartiers), la paroisse civile possède la localité de Tanaguarena.